# Dione vanillae
Dione vanillae (denominada popularmente, em língua inglesa, Gulf fritillary; também conhecida popularmente, em português, como Borboleta-pingos-de-prata; até 2019 cientificamente nomeada Agraulis vanillae) é uma borboleta neotropical da família Nymphalidae e subfamília Heliconiinae, nativa do sul dos Estados Unidos e Índias Ocidentais até o norte do Uruguai e Argentina. Foi classificada por Carolus Linnaeus, com a denominação de Papilio vanillae, em 1758. A espécie, antes alocada no gênero monotípico Agraulis, foi realocada em Dione no ano de 2019, no estudo Changes to North American butterfly names, por Jing Zhang et al.; sendo Agraulis posicionado como subgênero. Suas lagartas são consideradas praga de algumas espécies de Passiflora, em casos de elevada densidade populacional.

## Descrição
Indivíduos desta espécie possuem as asas com envergadura em torno de 60 a 75 milímetros, de dimensões harmoniosas e de coloração laranja, vistas por cima, com manchas escuras, quase negras, circulares e também acompanhando a venação das asas anteriores. De uma a três destas manchas características, nas asas anteriores, apresentam pontuações brancas em seu interior. Vistos por baixo, além de mostrar as manchas circulares de centro branco das asas anteriores, em uma área de intenso laranja, sua principal característica é um padrão de manchas em prata que resplandecem na luz, principalmente nas asas posteriores.

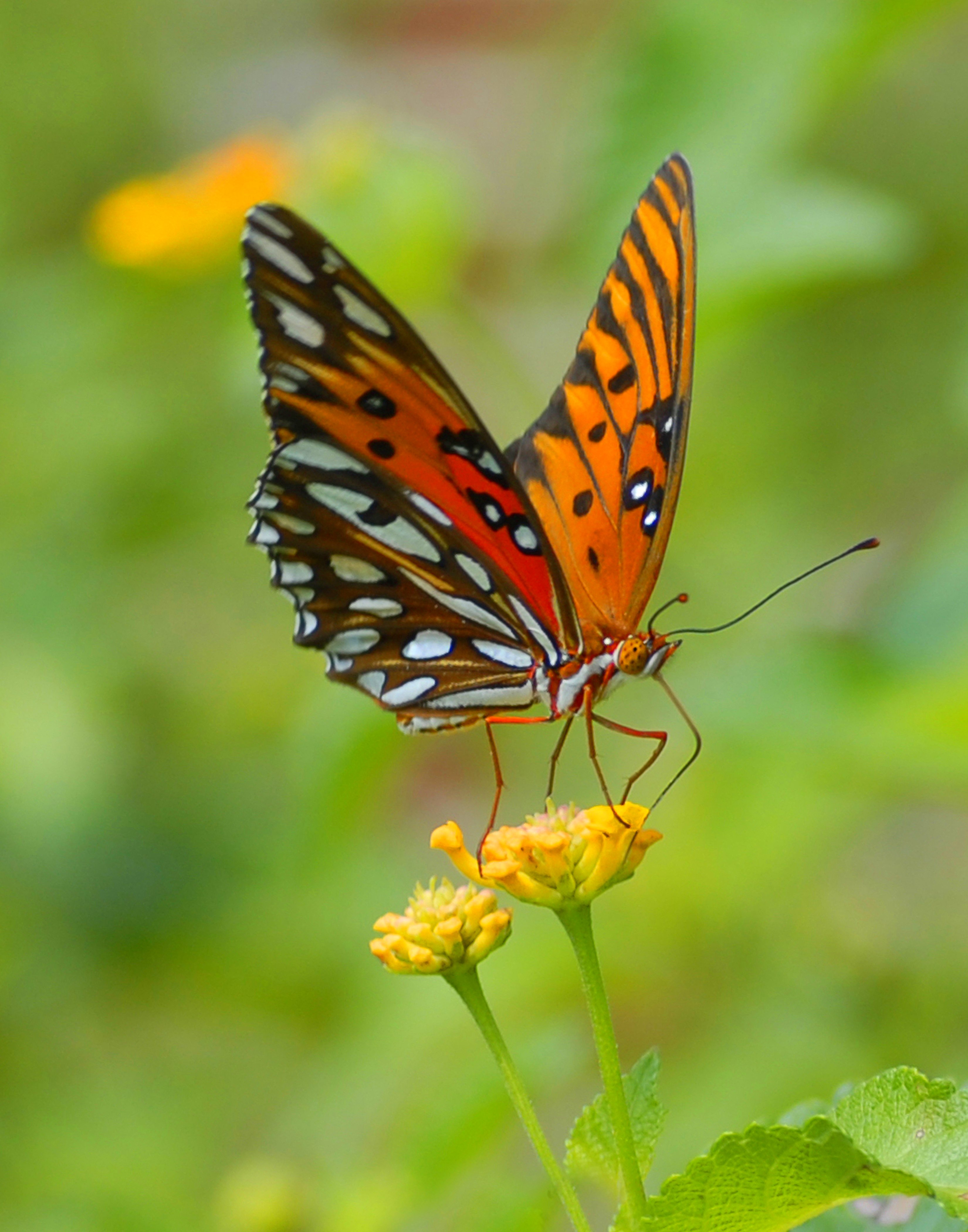
Fotografia de A. vanillae se alimentando.

## Hábitos
Segundo Adrian Hoskins, borboletas Heliconiinae geralmente são vistas voando em trilhas de florestas úmidas e decíduas, mas também são comumente encontradas em áreas abertas e antrópicas, como clareiras florestais, pastagens, ao longo das margens dos rios e em jardins floridos. Dione vanillae se alimenta de substâncias mineralizadas do solo e de substâncias retiradas de flores como a Lantana camara.

## Ovo, lagarta, crisálida e planta-alimento
Os ovos de Dione vanillae são colocados isoladamente pela fêmea sobre as folhas ou caules de plantas do gênero Passiflora (Maracujá) e são de coloração amarela, em seu início. As suas lagartas são solitárias e, em seu último estágio larvar, apresentam a área dorsal amarelada e faixas marrons, podendo ocorrer indivíduos mais claros ou mais escuros, avermelhados, além de apresentar projeções espiniformes. A crisálida não é uniforme em sua coloração, constituída por diversas tonalidades de castanho-claro, ocre e cinza.

## Subespécies
D. vanillae possui oito subespécies:
- Dione vanillae vanillae - Descrita por Linnaeus em 1758, de provável exemplar proveniente do Suriname ("America", na descrição).
- Dione vanillae lucina - Descrita por C. & R. Felder em 1862, de exemplar proveniente do Peru.
- Dione vanillae insularis - Descrita por Maynard em 1889, de exemplar proveniente das Bahamas.
- Dione vanillae galapagensis - Descrita por Holland em 1889, de exemplar proveniente das Galápagos (Galapagos fritillary).
- Dione vanillae maculosa - Descrita por Stichel em 1908, de exemplar proveniente do Brasil.
- Dione vanillae incarnata - Descrita por Riley em 1926, de exemplar proveniente do México.
- Dione vanillae forbesi - Descrita por Michener em 1942, de exemplar proveniente do Peru.
- Dione vanillae nigrior - Descrita por Michener em 1942, de exemplar proveniente dos Estados Unidos.

Sobre a subespécie Dione vanillae galapagensis (Holland, 1889), das ilhas Galápagos, um estudo afirma que ela é quase um terço menor (com 5 cm) que sua variação continental e que esta variação de tamanho está provavelmente relacionada à escassez de recursos nas ilhas.

## Diferenciação entre espécies
As borboletas Dione vanillae podem ser confundidas com outra espécie do mesmo gênero, Dione juno, por suas manchas em prata. Diferem pelas manchas escuras de ambas as asas, em cima e em baixo.

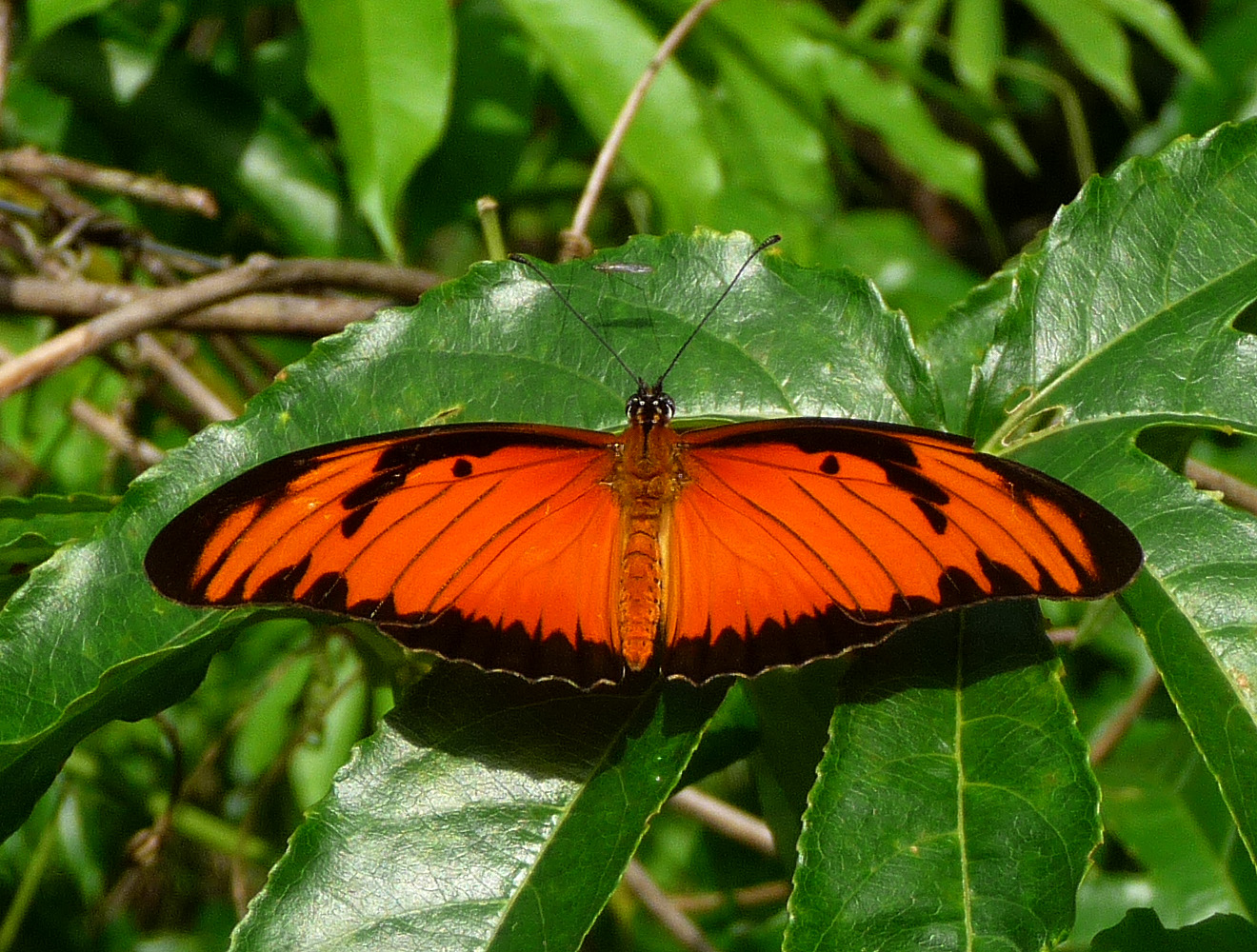
Fotografia de D. vanillae ssp. lucina; uma subespécie encontrada na Colômbia, Equador, Peru e Brasil amazônico, se assemelhando muito com Dione juno.